# Marcus Rohdén
Marcus Christer Rohdén (Värnamo, 1991. május 11. –) svéd válogatott labdarúgó, aki jelenleg a Crotone játékosa. 

## Pályafutása

### Klubcsapatban
A Hössna IF csapatától került 2007-ben az IF Elfsborg csapatához. 2011 nyarán kölcsönbe került a Skövde AIK együtteséhez, majd miután visszatért az Elfsborg csapatához már az első keret tagja lett. 2016. augusztus 3-án aláírt az olasz élvonalbeli Crotone csapatához.

### A válogatottban
2015. január 15-én mutatkozott be a felnőtt válogatottban Elefántcsontpart elleni felkészülési mérkőzésen, góllal. 2018. május 15-én bekerült Janne Andersson szövetségi kapitány 23 fős végleges keretébe, amely a 2018-as labdarúgó-világbajnokságon vesz részt.

## Statisztika

### Mérkőzései a válogatottban
2017. november 13. állapot szerint.
| Válogatott | Szezon   | Mérkőzés | Gól |
| ---------- | -------- | -------- | --- |
| Svédország | 2015     | 3        | 1   |
| Svédország | 2016     | 5        | 0   |
| Svédország | 2017     | 2        | 0   |
| Svédország | 2018     | 0        | 0   |
| Összesen   | Összesen | 10       | 0   |

### Válogatott góljai
| #  | Időpont          | Helyszín                                  | Ellenfél         | Gólok | Eredmény | Kiírás              |
| -- | ---------------- | ----------------------------------------- | ---------------- | ----- | -------- | ------------------- |
| 1. | 2015. január 15. | Zayed Sports City Stadium, Abu-Dzabi, UAE | Elefántcsontpart | 2–0   | 2–0      | Barátságos mérkőzés |

## Sikerei, díjai
- IF Elfsborg
  - Svéd bajnok: 2012
  - Svéd kupa: 2012–13